# Jita
Jita – gaun wikas samiti w zachodniej części Nepalu w strefie Gandaki w dystrykcie Lamjung. Według nepalskiego spisu powszechnego z 2001 roku liczył on 632 gospodarstw domowych i 3005 mieszkańców (1637 kobiet i 1368 mężczyzn).